# فولاد الکتریکال

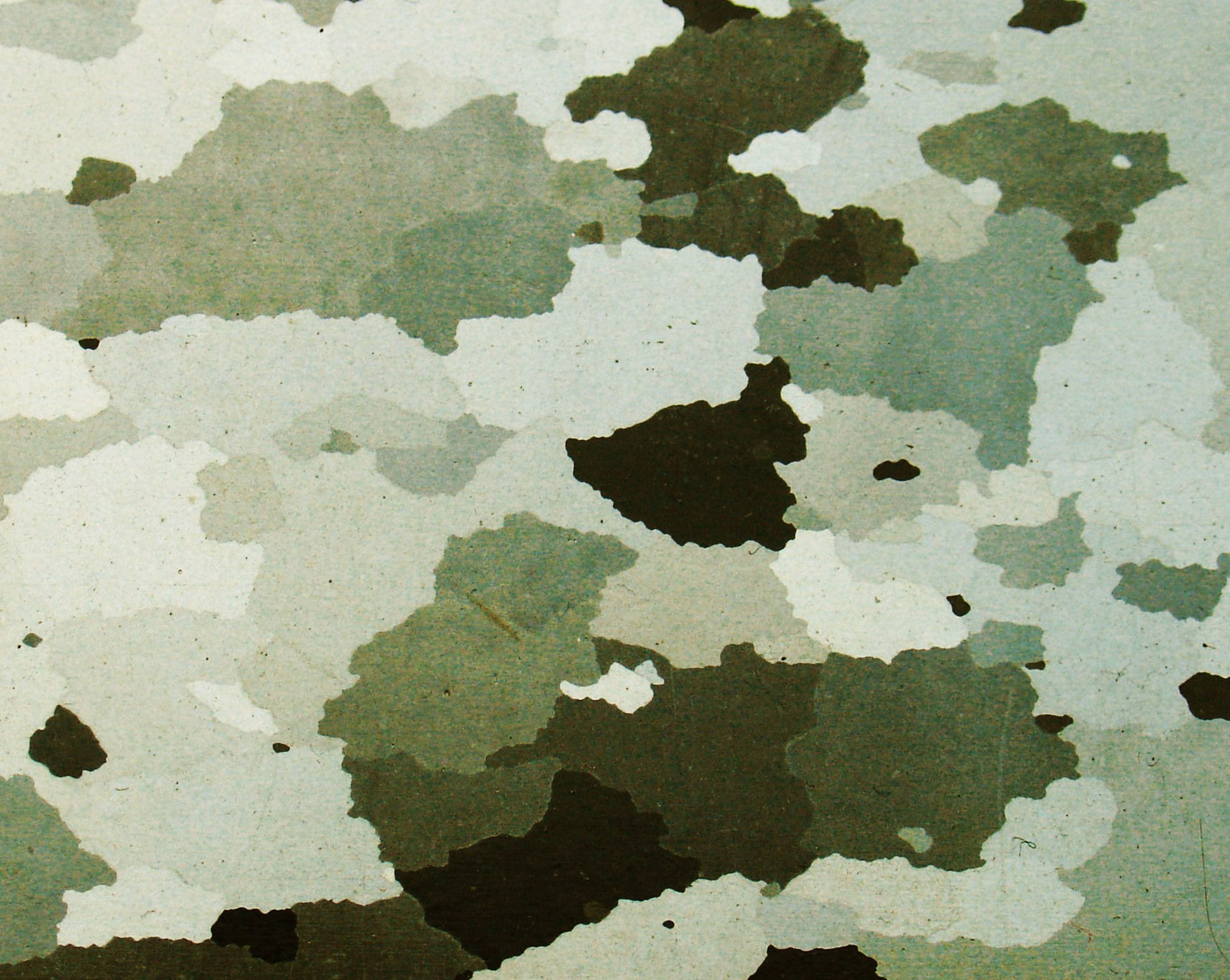
ساختار کریستالیت فولاد الکتریکی

فولاد الکتریکی (فولاد ورقه ورقه، فولاد سیلیکون الکتریکی، فولاد سیلیکون، فولاد رله ، در ایران آهن بدون پسماند (ورق دیناموبلش)) نوعی آلیاژ آهن است که دارای ویژگی‌های خاص مغناطیسی چون کوچکی مساحت حلقه هیسترزیس (باعث کاهش تلفات در هر سیکل می‌شود)، تلفات هسته پایین و ضریب نفوذ هسته بالا است.

## متالورژی
فولاد الکتریکی آلیاژی از آهن می‌باشد که ممکن است از صفر تا ۶٫۵ درصد سیلیکون (Si: 5Fe) داشته باشد. آلیاژهای تجاری معمولاً محتوای سیلیکون را حدود ۳٫۲٪ (ازدیاد درصد سیلیکون باعث شکنندگی ورقه‌ها می‌شود) انتخاب می‌کنند. منگنز و آلومینیوم نیز می‌تواند تا ۰٫۵٪ اضافه شود.
سیلیکون مقاومت الکتریکی آهن را حدود ۵ برابر افزایش می‌دهد. این تغییر جریان‌های گردابی القایی را کاهش می‌دهد و حلقه پسماند مواد را باریک می‌کند، بنابراین اتلاف هسته را در مقایسه با فولاد معمولی حدود سه برابر کاهش می‌دهد. اگرچه، ساختار دانه فلز را سخت و شکننده می‌کند؛ این تغییر روی کارایی مواد به ویژه هنگام نورد کردن آن تأثیر منفی می‌گذارد. هنگام آلیاژسازی، آلودگی باید کم نگه داشته شود، زیرا کاربیدها، سولفیدها، اکسیدها و نیتریدها، حتی در ذرات کوچک به قطر یک میکرومتر، تلفات پسماند را افزایش می‌دهند و همچنین نفوذپذیری مغناطیسی را کاهش می‌دهند. وجود کربن در مقایسه با گوگرد یا اکسیژن اثر مخرب تری دارد. کربن همچنین زمانی که به آرامی محلول جامد را ترک می‌کند و به صورت کاربید رسوب می‌کند نیز باعث پیری مغناطیسی و در نتیجه در طول زمان باعث افزایش اتلاف نیرو می‌شود. به خاطر دلایل، سطح کربن تا ۰٫۰۰۵٪ یا کمتر نگه داشته می‌شود. سطح کربن را می‌توان با بازپخت کردن آلیاژ در یک اتمسفر کربن زدایی مانند هیدروژن کاهش داد.

### فولاد رله آهن سیلیکونی
| نوع فولادی | ترکیب اسمی                | توضیحات جایگزین          |
| ---------- | ------------------------- | ------------------------ |
| ۱          | 1.1% Si-Fe                | سیلیکون هسته آهن "A"     |
| 1F         | ۱٫۱٪ ماشینکاری بدون Si-Fe | آهن هسته سیلیکونی "A-FM" |
| ۲          | 2.3% Si-Fe                | آهن هسته سیلیکونی "B"    |
| 2F         | ۲٫۳٪ ماشینکاری بدون Si-Fe | آهن هسته سیلیکونی "B-FM" |
| ۳          | 4.0% Si-Fe                | سیلیکون هسته آهن "C"     |

### نمونه‌هایی از خواص فیزیکی
- نقطه ذوب: ۱۵۰۰ ~ درجه سانتیگراد (به عنوان مثال برای ~۳٫۱٪ محتوای سیلیکون)[۹]
- تراکم: ۷۶۵۰ کیلوگرم / مترمکعب (به عنوان مثال برای محتوای سیلیکون ۳٪)
- مقاومت (۳٪ سیلیکون): ۴٫۷۲×10-7 اهم متر (برای مقایسه، مقاومت آهن خالص: ۹٫۶۱ × 10 -8 اهم متر)

## جهت‌گیری دانه

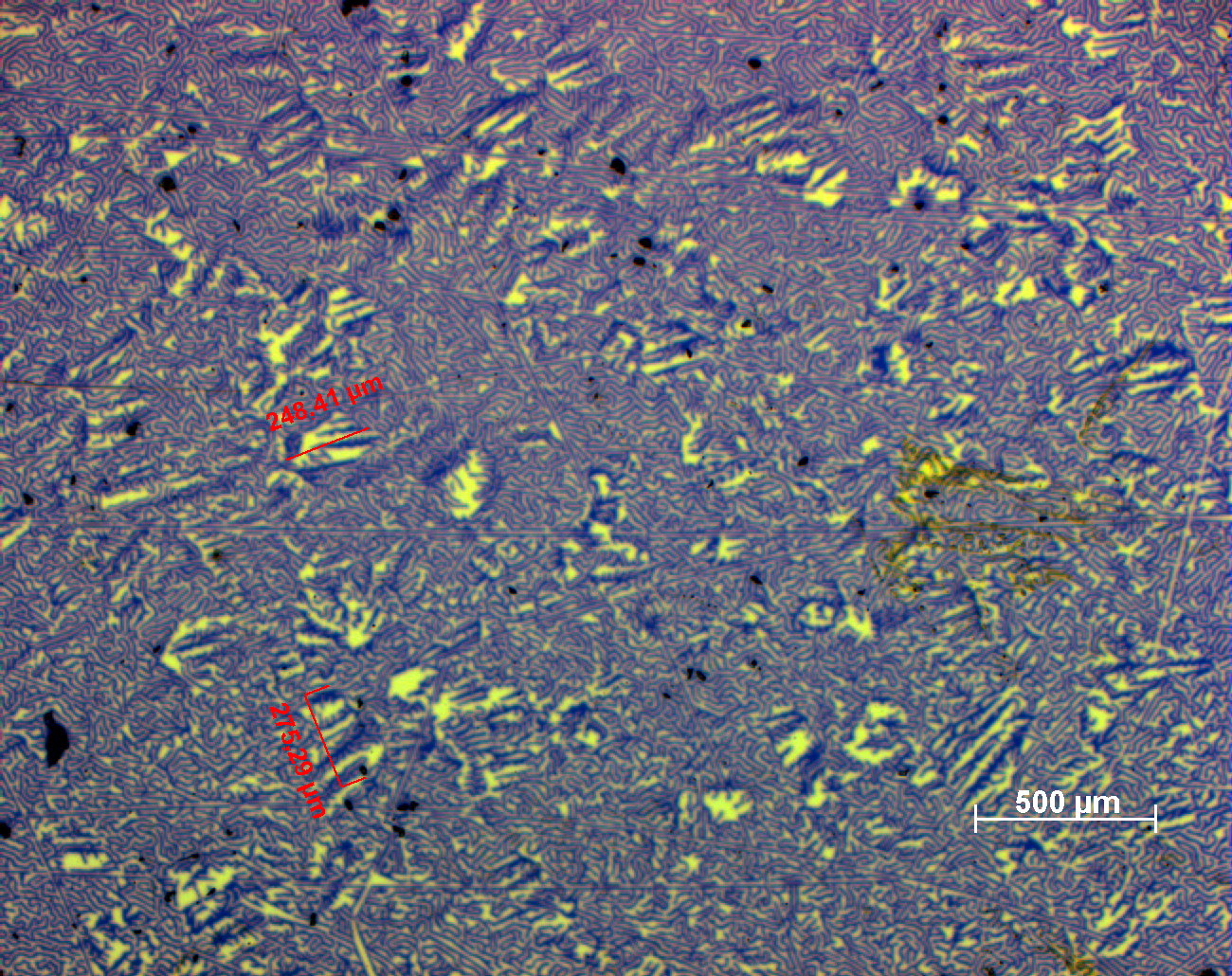
فولاد سیلیکونی الکتریکی غیر جهت دار (تصویر ساخته شده با سنسور مغناطیسی نوری و میکروسکوپ پلاریزه کننده)

فولاد الکتریکی ساخته شده بدون پردازش خاص برای کنترل جهت‌گیری کریستالی، فولاد غیر جهت دار و معمولاً دارای سطح سیلیکون ۲ تا ۳٫۵ درصد می‌باشد و دارای خواص مغناطیسی مشابه در همه جهات می‌باشد یعنی همسانگرد است. فولاد نورد سرد با دانه‌های غیر جهت دار اغلب به اختصار CRNGO نامیده می‌شود.
فولاد الکتریکی با دانه‌های جهت دار معمولاً دارای سطح سیلیکون ۳٪ است (Si:11Fe). این فولاد به گونه ای پردازش می‌شود که به دلیل کنترل دقیق (ارائه شده توسط نورمن پی گاس) جهت‌گیری کریستالی نسبت به ورق، خواص بهینه در جهت نورد ایجاد شود. چگالی شار مغناطیسی ۳۰٪ در جهت نورد سیم پیچ افزایش می‌یابد، اگرچه اشباع مغناطیسی آن ۵٪ کاهش می‌یابد. این رویه برای هسته ترانسفورماتورهای قدرت و توزیع استفاده می‌شود که در آن فولاد نورد سرد با دانه‌های جهت دار را اغلب به اختصار CRGO می‌شناسند.
CRGO معمولاً توسط کارخانه‌های تولیدکننده به شکل سیم پیچ عرضه می‌شود و باید به صورت «لایه ای» بریده شود، که سپس برای تشکیل هسته ترانسفورماتور، که بخشی جدایی ناپذیر از هر ترانسفورماتور است، استفاده می‌شود. فولاد با دانه‌های جهت دار در ترانسفورماتورهای بزرگ قدرت و توزیع و در برخی از ترانسفورماتورهای خروجی صدا استفاده می‌شود.

CRNGO ارزانتر از CRGO است. هنگامی که هزینه مهم‌تر از راندمان است و برای کاربردهایی که جهت شار مغناطیسی ثابت نیست مانند موتورهای الکتریکی و ژنراتورهای دارای قطعات متحرک از CRNGO استفاده می‌شود و می‌توان از آن در مواقعی استفاده کرد که فضای کافی برای جهت دهی اجزا وجود نداشته باشد تا از خواص جهتی فولاد الکتریکی با دانه‌های جهت دار استفاده شود.

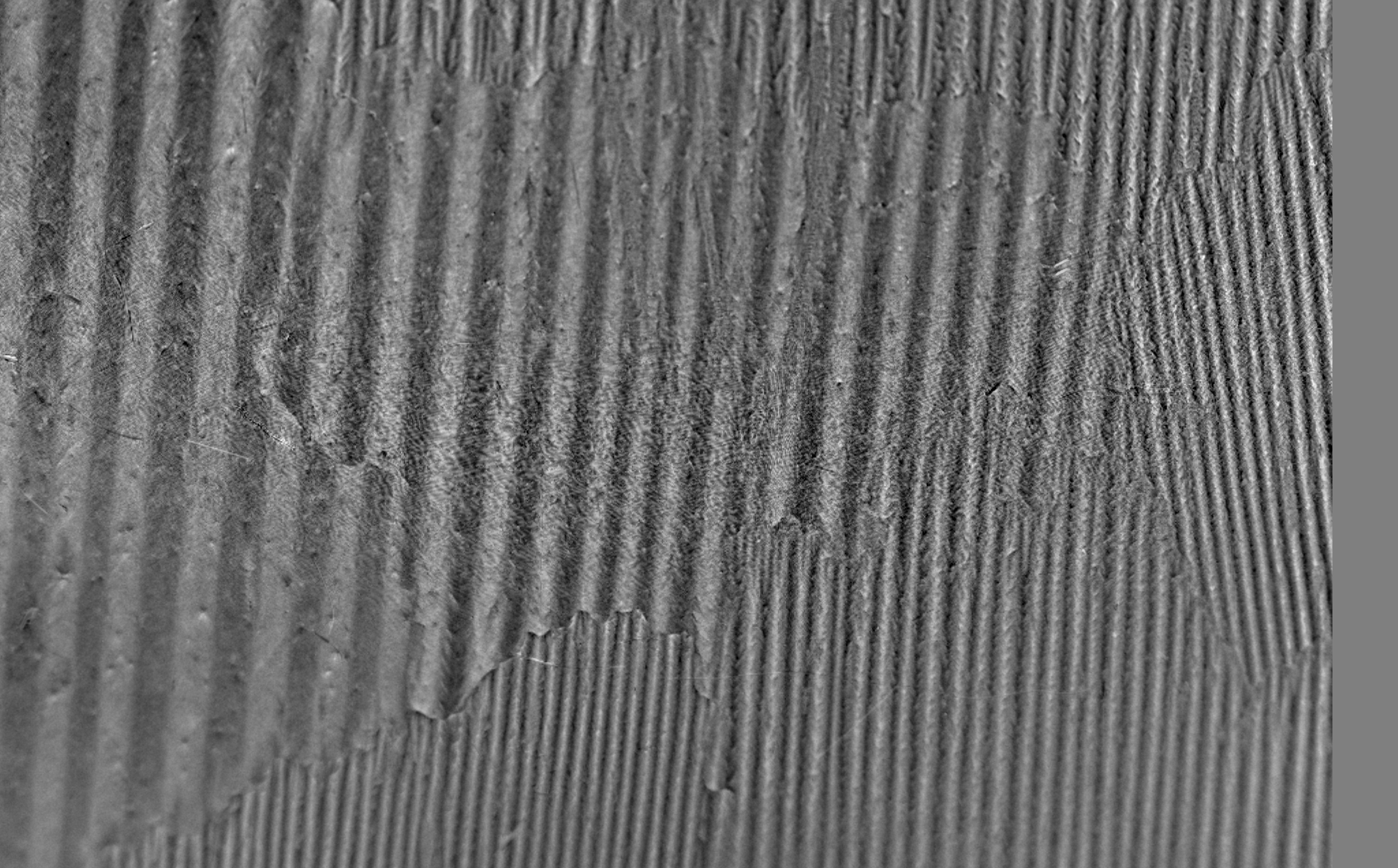
دامنه‌های مغناطیسی و دیواره‌های دامنه در فولاد سیلیکونی گرا (تصویر ساخته شده با CMOS-MagView)
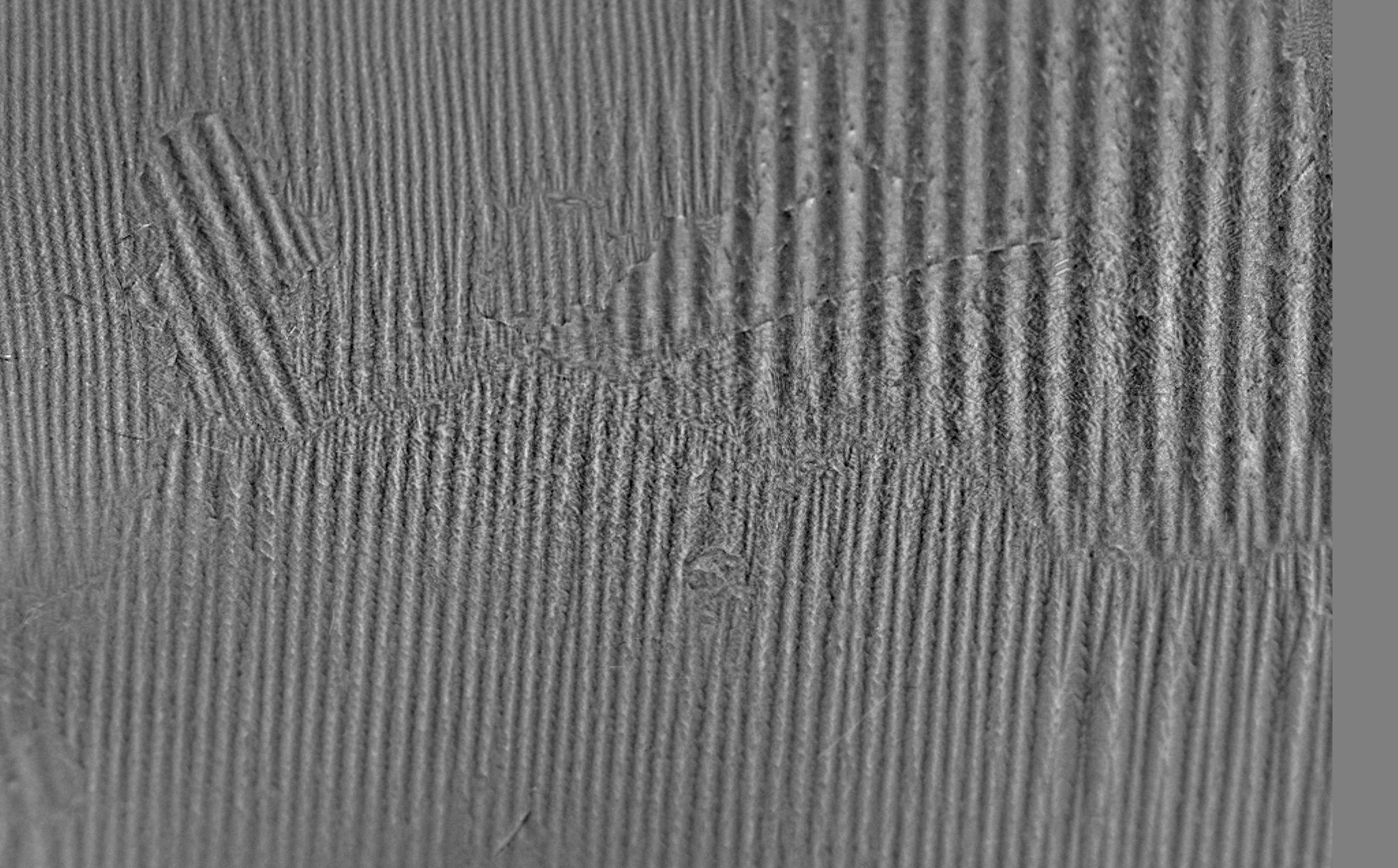
دامنه‌های مغناطیسی و دیواره‌های دامنه در فولاد سیلیکونی گرا (تصویر ساخته شده با CMOS-MagView)
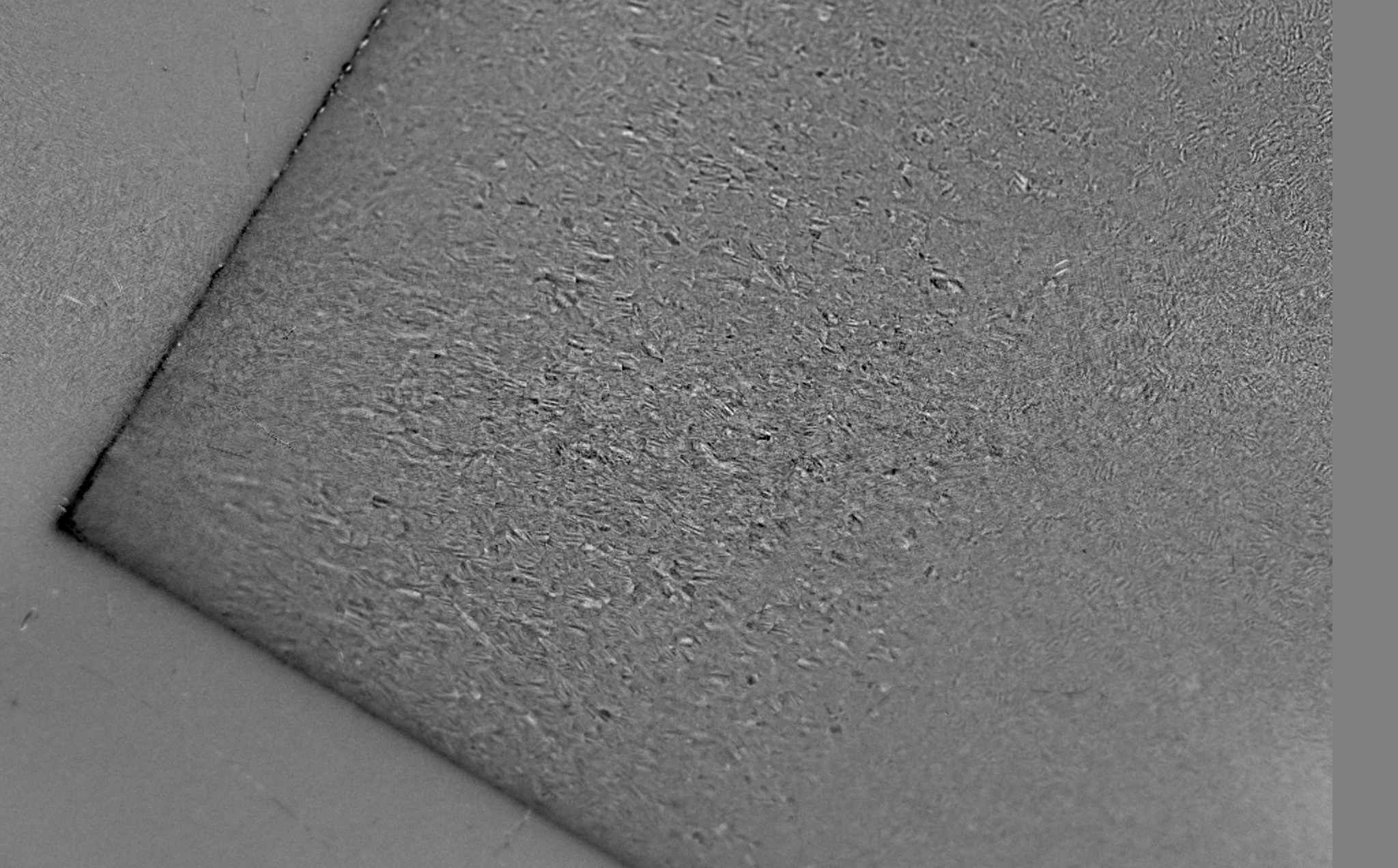
دامنه‌های مغناطیسی و دیواره‌های دامنه در فولاد سیلیکونی غیر جهت دار (تصویر ساخته شده با CMOS-MagView)

### فولاد آمورف
این ماده یک فلز شیشه ای است که از ریختن آلیاژ مذاب بر روی یک چرخ سرد شده در حال چرخش تهیه می‌شود که فلز را با سرعتی در حدود یک مگاکلوین در ثانیه خنک می‌کند، به طوری که کریستال‌ها تشکیل نمی‌شوند. فولاد آمورف به فویل‌های ضخامت حدود ۵۰ میکرومتر محدود می‌شود. خواص مکانیکی فولاد آمورف، لایه لایه شدن را برای موتورهای الکتریکی را دشوار می‌کند. از آنجایی که روبان آمورف را می‌توان به هر عرض خاص زیر تقریباً ۱۳ اینچ ریخته و می‌توان آن را با سهولت نسبی قیچی کرد، این یک ماده مناسب برای هسته‌های ترانسفورماتور الکتریکی می‌باشد. در سال ۲۰۱۹، قیمت فولاد آمورف در خارج از ایالات متحده تقریباً ۹۵/ پوند در مقایسه با فولاد دانه گرا HiB است که تقریباً ۸۶/ پوند دلار قیمت دارد. ترانسفورماتورهای دارای هسته‌های فولادی آمورف می‌توانند تلفات هسته ای به اندازه یک سوم فولادهای الکتریکی معمولی داشته باشند.

## پوشش‌های لایه لایه ای
فولاد الکتریکی معمولاً برای افزایش مقاومت الکتریکی بین لایه‌ها، کاهش جریان‌های گردابی، ایجاد مقاومت در برابر خوردگی یا زنگ‌زدگی و برای عمل به عنوان روان‌کننده در طول برش قالب، روکش می‌شود. پوشش‌های مختلفی وجود دارد، از جمله آلی و معدنی، و پوشش مورد استفاده بستگی به کاربرد فولاد دارد. نوع پوشش انتخابی به عملیات حرارتی ورق‌ها، غوطه ور شدن ورق پرداخت شده در روغن و دمای کار دستگاه تمام شده بستگی دارد. روش بسیار اولیه این بود که هر ورق لایه ای را با یک لایه کاغذ یا یک پوشش عایق بندی می‌کردند، اما این امر باعث کاهش ضریب انباشته شدن هسته و محدود شدن حداکثر دمای هسته شد.
ASTM A976-03 انواع مختلف پوشش برای فولاد الکتریکی را طبقه‌بندی می‌کند.
| طبقه‌بندی | توضیحات                                     | برای روتورها/استاتورها | درمان ضد چسبندگی |
| -------- | ------------------------------------------- | ---------------------- | ---------------- |
| C0       | اکسید طبیعی در طی فرایند آسیاب تشکیل می‌شود  | خیر                    | خیر              |
| C2       | شیشه مانند فیلم                             | خیر                    | خیر              |
| C3       | پوشش مینا یا لاک آلی                        | خیر                    | خیر              |
| C3A      | به عنوان C3 اما نازک‌تر                      | بله                    | خیر              |
| C4       | پوشش تولید شده توسط پردازش شیمیایی و حرارتی | خیر                    | خیر              |
| C4A      | به عنوان C4 اما نازک‌تر و قابل جوش تر است    | بله                    | خیر              |
| C4AS     | نوع ضد چسب C4                               | بله                    | بله              |
| C5       | مقاومت بالا مشابه پرکننده غیرآلی C4 پلاس    | بله                    | خیر              |
| C5A      | به عنوان C5، اما بیشتر قابل جوش است         | بله                    | خیر              |
| C5AS     | نوع ضد چسب C5                               | بله                    | بله              |
| C6       | پوشش آلی پر شده غیر آلی برای خواص عایق      | بله                    | بله              |

## خواص مغناطیسی
خواص مغناطیسی فولاد الکتریکی به عملیات حرارتی بستگی دارد، زیرا افزایش اندازه متوسط کریستال باعث کاهش تلفات هیسترزیس می‌شود. افت هیسترزیس توسط تستر استاندارد Epstein frame تعیین می‌شود و برای گریدهای رایج فولاد الکتریکی، ممکن است بین ۲ تا ۱۰ وات بر کیلوگرم (۱ تا ۵ وات بر پوند) در قدرت میدان مغناطیسی ۶۰ هرتز و ۱٫۵ تسلا باشد.
فولاد الکتریکی را می‌توان در حالت نیمه فرآوری شده تحویل داد تا پس از پانچ کردن شکل نهایی، عملیات حرارتی نهایی برای تشکیل اندازه دانه ۱۵۰ میکرومتری که معمولاً مورد نیاز است، اعمال شود. فولاد الکتریکی کاملاً فرآوری شده معمولاً با یک پوشش عایق، عملیات حرارتی کامل و خواص مغناطیسی مشخص برای کاربردهایی که پانچ به‌طور قابل توجهی خواص فولاد الکتریکی را کاهش نمی‌دهد، ارائه می‌شود. خمش بیش از حد، عملیات حرارتی نادرست، یا حتی حمل و نقل خشن می‌تواند بر خواص مغناطیسی فولاد الکتریکی تأثیر منفی بگذارد و همچنین ممکن است نویز را به دلیل انقباض مغناطیسی افزایش دهد.
خواص مغناطیسی فولاد الکتریکی با استفاده از روش استاندارد بین‌المللی Epstein frame آزمایش می‌شود.
اندازه حوزه‌های مغناطیسی در ورق فولادی الکتریکی را می‌توان با حکاکی سطح ورق با لیزر یا به صورت مکانیکی کاهش داد. این عمل تلفات هیسترزیس در هسته مونتاژ شده را تا حد زیادی کاهش می‌دهد.

## کاربردها
NGOES عمدتاً در تجهیزات دوار، به عنوان مثال، موتورهای الکتریکی، ژنراتورها و مبدل‌های فرکانس و مبدل‌های فرکانس بالا استفاده می‌شود. از طرف دیگر، GOES در تجهیزات استاتیک مانند ترانسفورماتورها کاربرد دارد.